# Historische Zeitschrift
Die Historische Zeitschrift (Abkürzung: HZ) ist eine alle zwei Monate erscheinende Fachzeitschrift für Geschichtswissenschaft in deutscher Sprache. Sie legt besonderen Wert auf methodologische und wissenschaftsgeschichtliche Perspektiven und gilt allgemein als das bedeutendste Fachorgan der deutschsprachigen Geschichtswissenschaft.

## Herausgebergremium
Editors-in-Chief:
- Julia Hillner (Bonn)
- Andreas Fahrmeir (Frankfurt am Main)

Weitere Herausgeber:
- Arndt Brendecke (München)
- Sabine Dabringhaus (Freiburg)
- Dominik Geppert (Potsdam)
- Birthe Kundrus (Hamburg)
- Christina Morina (Bielefeld)
- Werner Plumpe (Frankfurt am Main)
- Susanne Rau (Erfurt)
- Frank Rexroth (Göttingen)
- Karl Ubl (Köln)
- Uwe Walter (Bielefeld)

## Geschichte
Als Vorläufer der Historischen Zeitschrift als allgemeinhistorisches wissenschaftliches Organ gelten die Historisch-politische Zeitschrift Leopold von Rankes von 1832 bis 1836 sowie insbesondere die 1844–1848 von Wilhelm Adolf Schmidt herausgegebene Zeitschrift für Geschichtswissenschaft.
Die Historische Zeitschrift wurde im Jahre 1859 von Heinrich von Sybel begründet. In der Frühphase bis zum Ende des Ersten Weltkrieges war sie ein Organ mit vorwiegend protestantisch-konfessioneller Ausrichtung im preußischen Sinne, das also den preußischen Führungsanspruch des Deutschen Reichs vertrat. Daher waren katholische Autoren selten vertreten. Während des Kulturkampfs kamen nicht selten Angriffe auf die katholische Geschichtsauffassung besonders im Zusammenhang mit Martin Luther und dem Protestantismus vor. Umgekehrt veröffentlichte die katholische Publizistik Zeitschriften politisch-historischen Inhalts mit deutlich antipreußischer Tendenz, so die Historisch-politischen Blätter für das katholische Deutschland und das Historische Jahrbuch. Heute ist der konfessionelle Gesichtspunkt bedeutungslos geworden.
Nach dem Forschungsergebnis von Ursula Wiggershaus-Müller hat die in der Historischen Zeitschrift repräsentierte Geschichtswissenschaft „zwar nicht gänzlich, aber doch in weitem Maß als Legitimationswissenschaft“ für das NS-Regime fungiert. Nach dem Krieg wurden bis Anfang der 1960er Jahre Werke von im Nationalsozialismus emigrierten Historikern eher in Richtung Ausgrenzung besprochen und mit „vergiftetem Lob“ bedacht als die ihrer in Deutschland gebliebenen Kollegen.
Seit den späten 1960er Jahren entwickelte sich die Zeitschrift stetig zu einer vielfältigeren, der Demokratie gegenüber aufgeschlossenen Publikation, die wichtige Trends in der westdeutschen und westeuropäischen Geschichtswissenschaft anstieß und analysierte. Nicht zuletzt durch die Integration der Forschungsarbeit transatlantischer Gastprofessoren in Westdeutschland kann man von einer 'Westernisierung' der Historischen Zeitschrift in der Nachkriegszeit sprechen (Krämer et al.). Die Historische Zeitschrift wurde damit auch zu einem wichtigen Spiegel geisteswissenschaftlicher Strömungen und Entwicklungen an westdeutschen Universitäten. Große historische und politische Kontroversen in der späten Weimarer Republik – z. B. um die Monographie von Ernst H. Kantorowicz über Kaiser Friedrich II., und damit über Fragen der Personal- und Diskursgeschichtsschreibung, akademischer Fachsprache vs. historischer 'Mythenschau' – und im westlichen Nachkriegsdeutschland wurden von führenden Historikern in der Historischen Zeitschrift diskutiert. Die Hauptargumente von Fritz Fischers Buch Griff nach der Weltmacht über die Ursprünge des Ersten Weltkriegs wurden erstmals in einem Artikel in der Historischen Zeitschrift dargelegt. Wichtige Beiträger zum „Historikerstreit“, zu strukturellen Ähnlichkeiten zwischen marxistisch-leninistischem und nationalsozialistischem Totalitarismus und die geschichtliche Singularität des Holocausts schrieben in der Historischen Zeitschrift. Sie ist gegenwärtig immer noch eine international beachtete und oft maßgebende Qualitätszeitschrift, muss sich jedoch im Wettbewerb mit Internet-Angeboten zur Geschichtswissenschaft z. T. neu positionieren.
Zu den Autoren der Historischen Zeitschrift zählte eine Reihe von berühmten Gelehrten,  neben dem Gründer Heinrich von Sybel selbst z. B. der Nobelpreisträger (Literatur) Theodor Mommsen,  Heinrich von Treitschke, Hermann Baumgarten, Friedrich Meinecke, Wilhelm Maurenbrecher, Georg Voigt, Alfred Heuß und Johann Gustav Droysen. Herausgeber der Historischen Zeitschrift waren nach Heinrich von Sybel (1859–1895) Heinrich von Treitschke (1895–1896), Friedrich Meinecke (1896–1935), Karl Alexander von Müller (1935–1943), Ludwig Dehio (1949–1956), Walther Kienast (1949–1968), Theodor Schieder (1956–1984), Theodor Schieffer (1968–1975), Lothar Gall (1975–2015) und Andreas Fahrmeir sowie Hartmut Leppin (jeweils seit 2015).
Die Gründung und Entwicklung der Historischen Zeitung wurde zum Vorbild für andere wichtige historische Zeitschriften, wie die English Historical Review, die American Historical Review und die französische Revue Historique. Dies betrifft die vorbildhafte Struktur der Zeitschrift, den Umfang der behandelten historischen Epochen sowie die Einbeziehung von Debatten über methodische Fragen und Probleme der Historiographie.
Am 3. März 2009 wurde der 150. Geburtstag der Historischen Zeitschrift in der Kaulbach-Villa des Historischen Kollegs in München mit einer kurzen Präsentation der Redaktion gefeiert.

## Themengebiete
Neben Aufsätzen besonders zu neuzeitlichen Themen, aber auch zur Geschichte des Altertums und des Mittelalters, erscheint schon seit ihrer Gründung ein umfangreicher Rezensionsteil zu Neuerscheinungen der geschichtswissenschaftlichen Literatur, der die Ur- und Frühgeschichte, das Altertum, das Mittelalter, die Frühe Neuzeit und die Neuere und Neueste Geschichte berücksichtigt. Die Historische Zeitschrift gilt in der deutschen Geschichtswissenschaft nach wie vor als die führende Geschichtszeitschrift; die Verfasser der Aufsätze sind – anders als bei anderen Fachzeitschriften – in der Regel bereits etablierte Forscher und normalerweise zumindest habilitiert.

## Erscheinungsweise und Zitation
Die HZ erscheint in sechs Heften pro Jahr, von denen jeweils drei einen Band bilden. Anders als bei den meisten wissenschaftlichen Zeitschriften ist die Bandzählung also nicht mit dem Jahrgang identisch. Da die Seitenzählung innerhalb eines Bandes durchgehend ist, muss für eine eindeutige Zitation der Band, aber nicht das Heft angegeben werden.